# Lövő
Lövő ist eine ungarische Gemeinde im Kreis Sopron im Komitat Győr-Moson-Sopron.

## Geografische Lage
Lövő liegt 24 Kilometer südöstlich der Kreisstadt Sopron an dem Fluss Kardos-ér. Nachbargemeinden sind Sopronkövesd, Nemeskér, Egyházasfalu und Völcsej.

## Geschichte
Im Jahr 1913 gab es in der damaligen Kleingemeinde 239 Häuser und 1420 Einwohner auf einer Fläche von 3044 Katastraljochen. Sie gehörte zu dieser Zeit zum Bezirk Csepreg im Komitat Sopron.

## Söhne und Töchter der Gemeinde
- Kornél Horváth (* 1954), Perkussionist

## Sehenswürdigkeiten
- Immaculata-Standbild aus dem Jahr 1757
- Keresztelő-Szent-János-Statue, erschaffen 1824 1859, 1891
- Kruzifix mit Pietà, erschaffen 1922 von Béla Mechle
- Pestsäule, erschaffen 1711 im barocken Stil
- Römisch-katholische Kirche Nagyboldogasszony, erbaut 1783 im spätbarocken Stil
- Säule mit Jézus, Mária und Szent Anna aus dem Jahr 1913, an der südlichen Gemeindegrenze gelegen
- Szent-György-Standbild aus dem Jahr 1700
- Szentháromság-Säule aus dem Jahr 1908
- Szeplőtelen-Boldogasszony-Standbild aus dem Jahr 1867
- Weltkriegsdenkmal

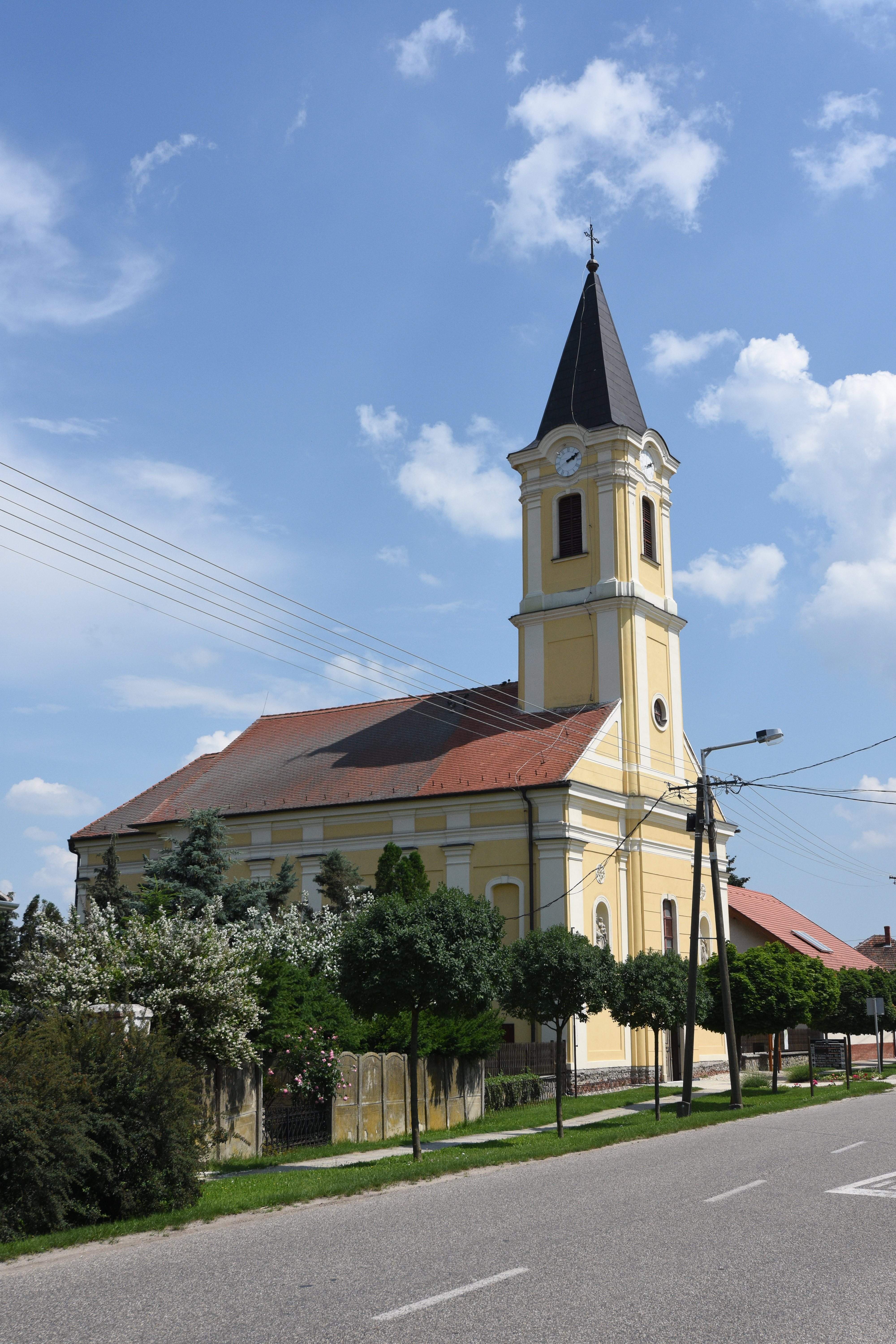
Röm.-kath. Kirche Nagyboldogasszony
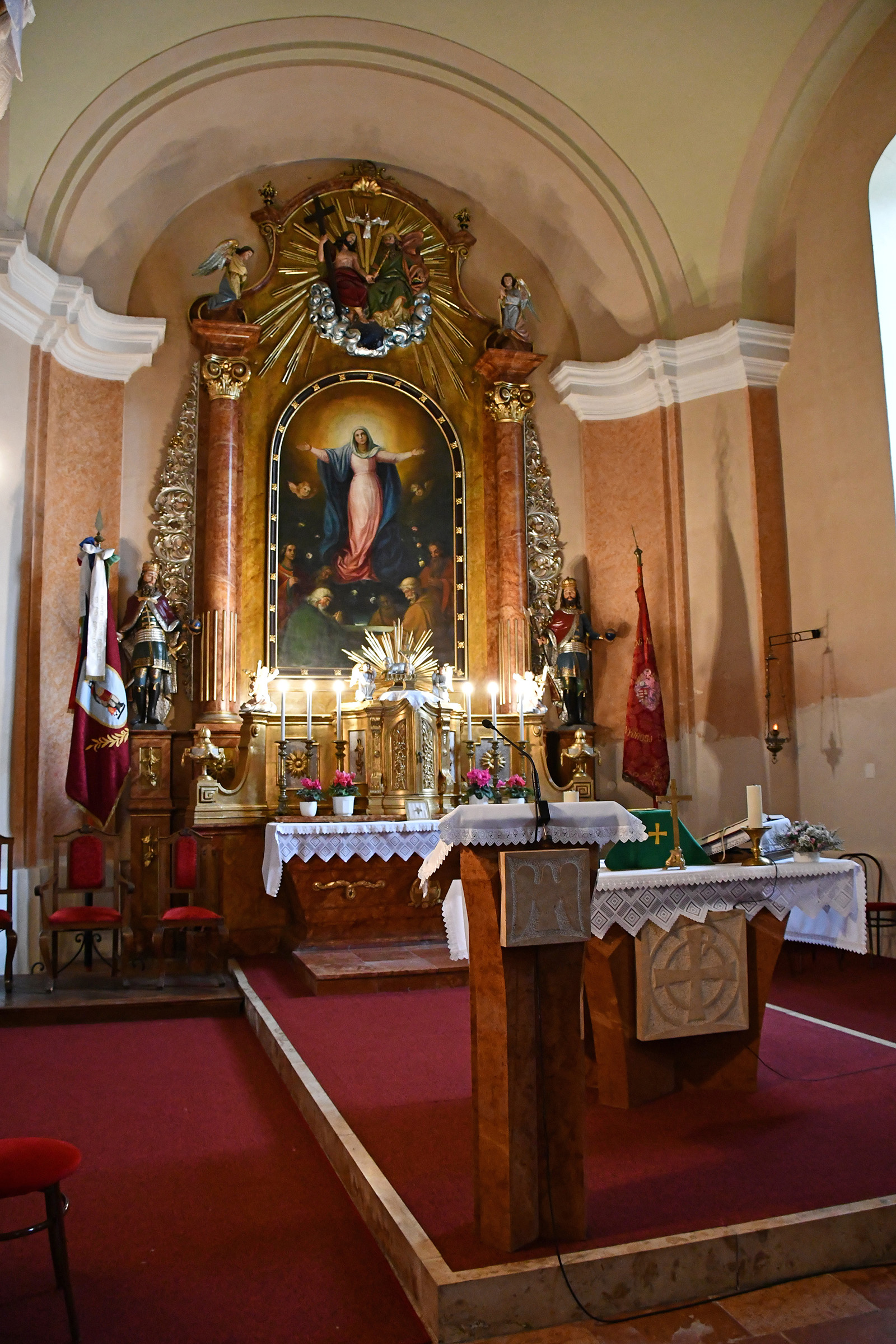
Blick auf den Altar der Kirche
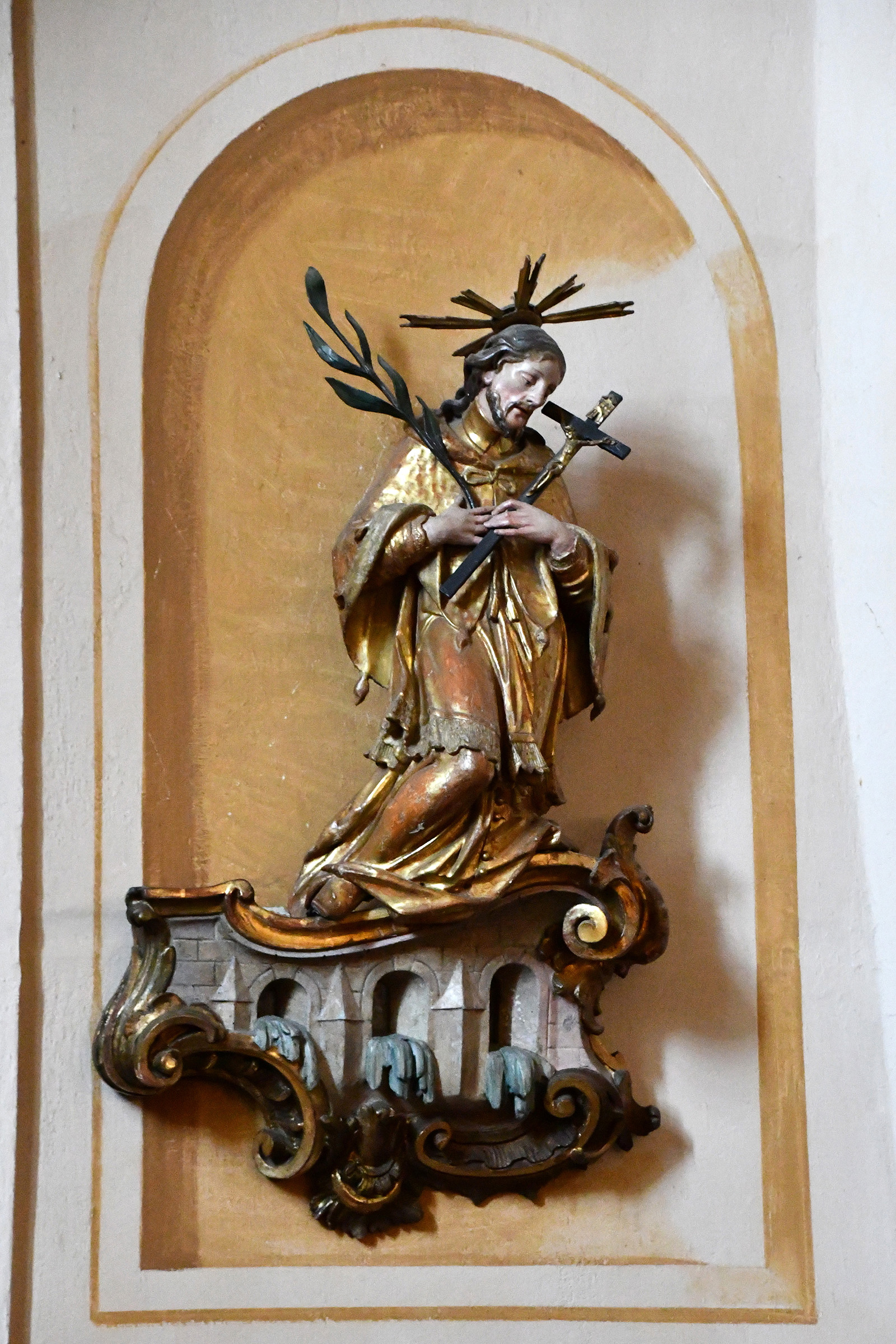
Nepomuki-Szent-János-Statue in der Kirche
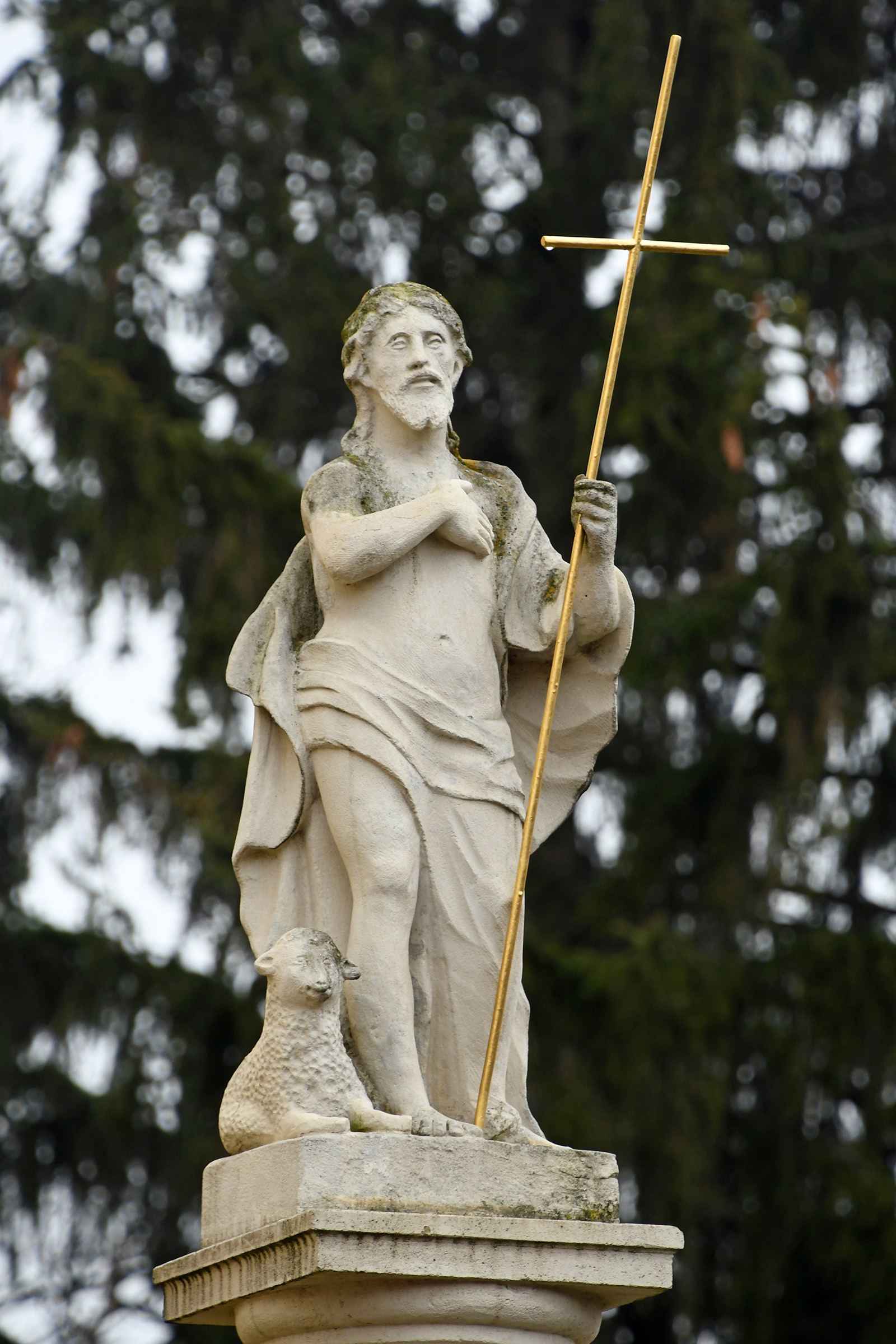
Keresztelő-Szent-János-Statue
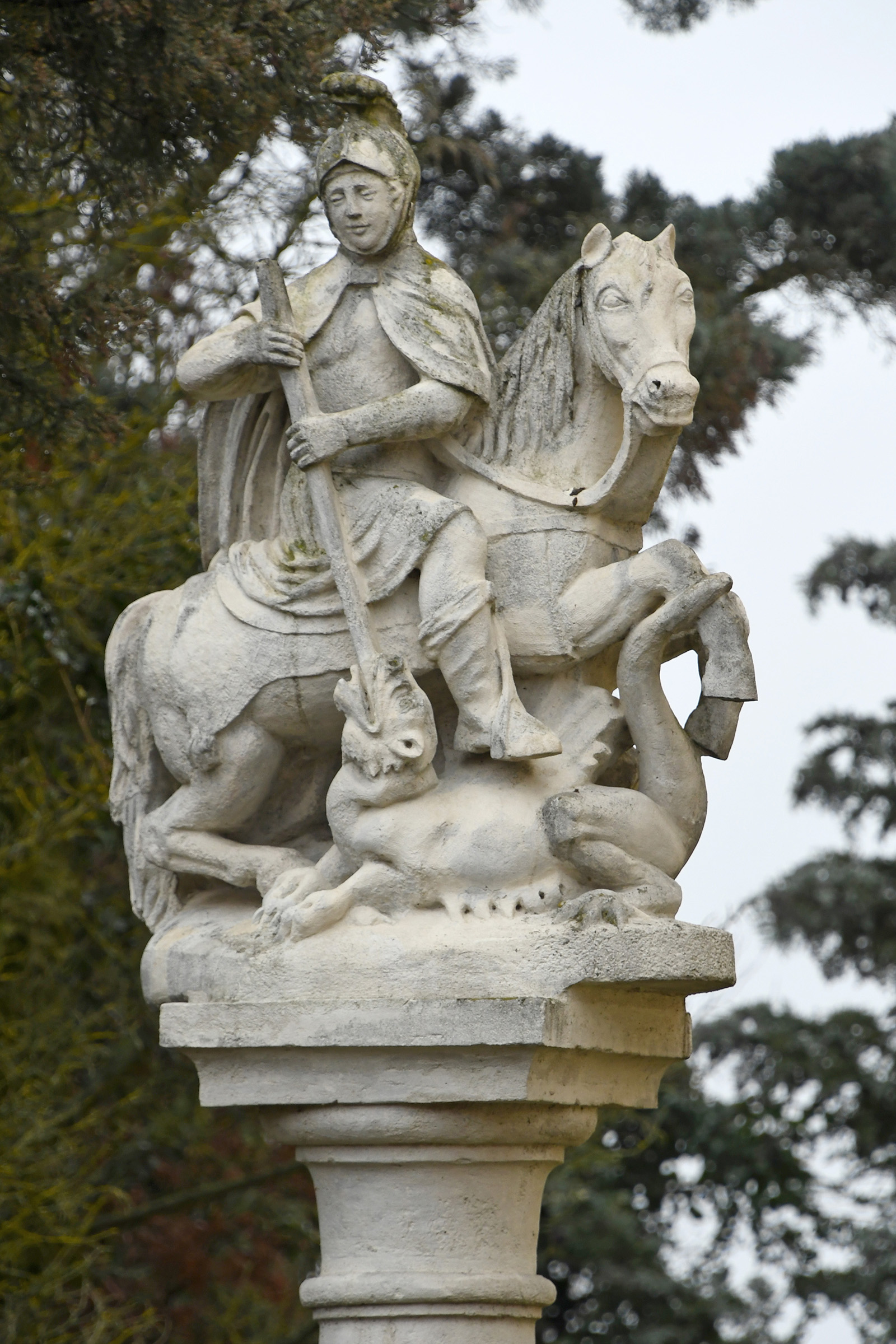
Szent-György-Standbild
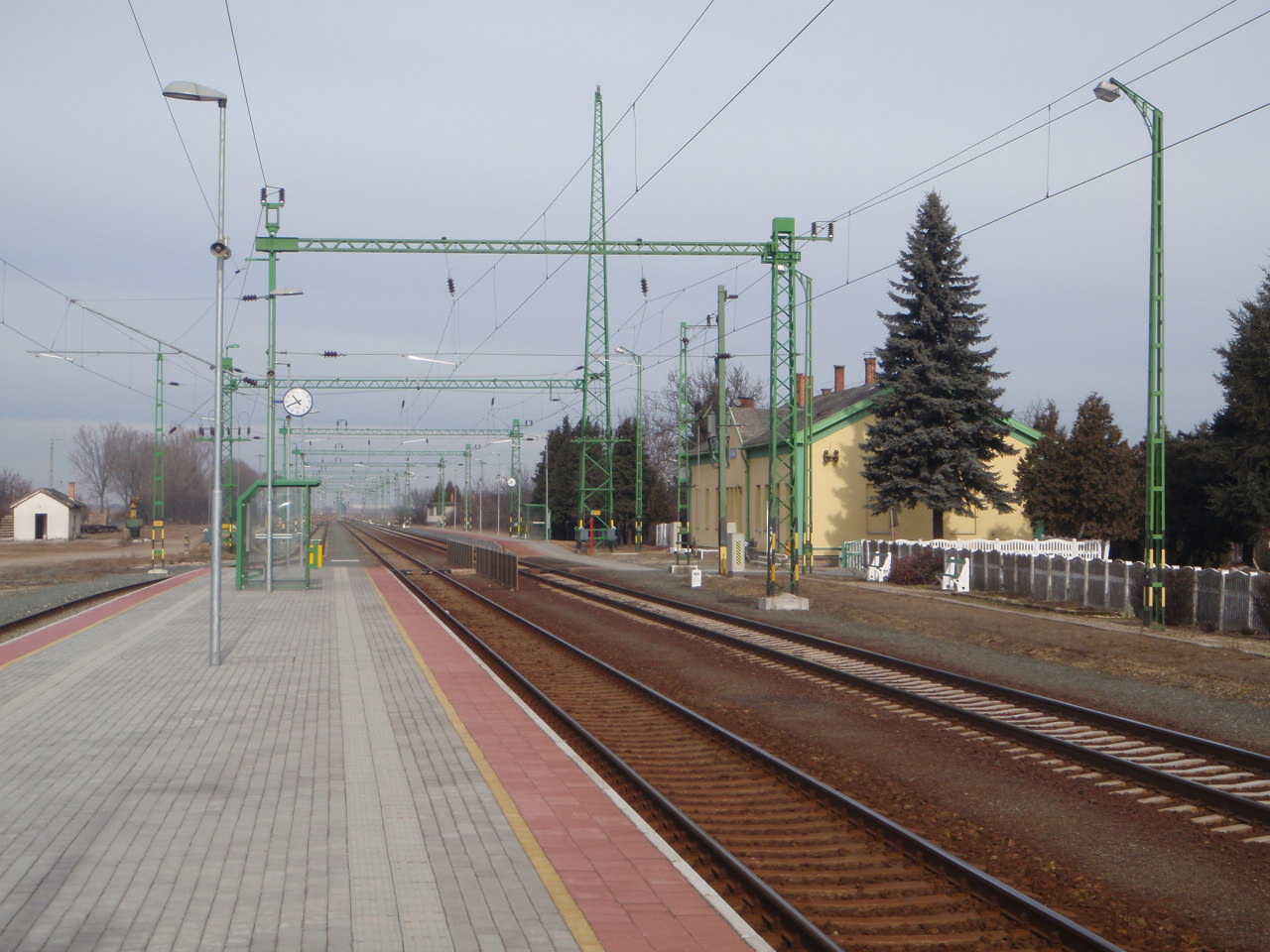
Bahnhof in Lövő

## Verkehr
Durch Lövő verläuft in nordsüdlicher Richtung die Hauptstraße Nr. 84, die von der Landstraße Nr. 8627 gekreuzt wird. Die Gemeinde ist angebunden an die Eisenbahnstrecke von Sopron und Szombathely. Weiterhin gibt es Busverbindungen über Nagycenk nach Sopron, über Újkér nach Simaság sowie in die westlich und südwestlich von Lövő gelegenen Gemeinden.